# マウ・ミウ
マウ・ミウはKRY山口放送のマスコットキャラクターである。どちらも「山口」の「山」をかたどった形をしている。
どちらも黄色をしており、頭には赤いつき物がついていて、さらにミウにはリボンがついている、

## マウ
1995年、KRYが放送40周年を迎えたことを記念して誕生した（8月25日）。それと同時に、「地域果汁100％」というキャッチフレーズも決まった。

## ミウ
2001年、KRYが放送45周年を迎えたことを記念して誕生した。それと同時に、「夢中・熱中・放送中」というキャッチフレーズも決まった。ちなみに、ミウは「マウのガールフレンド」という設定で、マウと行動を共にする。名前の公募はテレビ放送を通じ行われ、応募者多数の中から当時平生町在住の小野さんの応募したミウ（マウがマウンテン（山）をイメージ、ミウは海をイメージ）と命名された。なお、小野さんにはマウ・ミウのぬいぐるみがプレゼントされた。

## 登場する番組等
クロージング（日テレNEWS24放送直前のジャンクション）、熱血テレビ内、レコマウ（旧マウとミウのおすすめプログラム）、KRYイベント・ダイアリー、天気予報、各種プロモーションCM、KRYの地上デジタル放送のチャンネルロゴ表示など、KRYに関連する番組の多くに登場する。最近は喋る機会が増えた（地上デジタル放送プロモーションCMなど）。